# Věžky (Zlín)
Věžky (in tedesco Weczek) è un comune della Repubblica Ceca facente parte del distretto di Kroměříž, nella regione di Zlín.